# Виртуальный собеседник
Виртуальный собеседник, программа-собеседник, чат-бот (англ. chatbot) — программа, которая выясняет потребности пользователей, а затем помогает удовлетворить их. Автоматическое общение с пользователем ведется с помощью текста или голоса. Чат бот ведет коммуникацию от лица компании или бренда с целью упростить онлайн-общение (предоставить актуальную информацию в наиболее оперативные сроки), используется как альтернатива переписке с живым оператором или звонку менеджеру компании.
Одним из первых виртуальных собеседников была программа Элиза, созданная в 1966 году Джозефом Вейценбаумом. Элиза пародировала речевое поведение психотерапевта, реализуя технику активного слушания, переспрашивая пользователя и используя фразы типа «Пожалуйста, продолжайте».
Предполагается, что идеальная программа-собеседник должна пройти тест Тьюринга. Проводятся ежегодные конкурсы программ-собеседников (в основном, англоязычных). Один из самых известных — конкурс Лебнера.

## Назначение и развитие виртуальных собеседников
Виртуальные собеседники (чат-боты) применяются для автоматизированного взаимодействия с пользователями. Они могут использоваться для развлечения, предоставления справочной информации, консультирования и выполнения различных задач.
Программы, способные понимать отдельные высказывания пользователя, образуют класс программ с естественно-языковым интерфейсом. Например, вопросно-ответная система.
Создание виртуальных собеседников граничит с проблемой общего искусственного интеллекта, то есть единой системы (программы, машины), моделирующей интеллектуальную деятельность человека.
В 2010-е годы стала развиваться благодатная среда для использования чат-ботов — мессенджеры. Павел Дуров одним из первых разглядел перспективы технологии и внедрил API для создания искусственного интеллекта в Телеграмме.
В 2016 году компания Microsoft выпустила первого самообучающегося чат-бота Tay, который взаимодействовал с пользователями в Twitter. Однако из-за уязвимости к обучению с пользовательскими данными чат-бот был отключён через 16 часов после запуска.
В начале 2022 года инженер по разработке программного обеспечения Google Блейк Леймон обнаружил у нейросети LaMDA (предназначенной для чат-ботов) признаки наличия собственного сознания.
Осенью 2022 года OpenAI запустила свой чат-бот ChatGPT, основанный на модели GPT-3. ChatGPT был одним из самых продвинутых чатботов на момент выпуска и считается важным этапом в развитии разговорной искусственной интеллектуальной системы. Модель была обучена на огромных объёмах текстов и разговоров и, следовательно, может общаться с пользователями естественным и человеческим образом и способен отвечать на вопросы по широкому кругу тематик.
Чат-боты стали активно применяться в бизнесе для автоматизации клиентских консультаций. В России технология первой внедрилась в банковском секторе, затем распространилась в IT-индустрии, телекоме, ритейле и HR-сфере.

## Принцип действия
Виртуальные собеседники работают с «живым» языком. Обработка естественного языка, особенного разговорного стиля, — острая проблема искусственного интеллекта.
Как любая интеллектуальная система, виртуальный собеседник имеет базу знаний. В простейшем случае она представляет собой наборы возможных вопросов пользователя и соответствующих им ответов. Наиболее распространённые методы выбора ответа в этом случае следующие:
- Реакция на ключевые слова: Данный метод был использован в Элизе. Например, если фраза пользователя содержала слова «отец», «мать», «сын» и другие, Элиза могла ответить: «Расскажите больше о вашей семье».
- Совпадение фразы: Имеется в виду похожесть фразы пользователя с теми, что содержатся в базе знаний. Может учитываться также порядок слов.
- Совпадение контекста: Часто в руководствах к программам-собеседникам просят не использовать фразы, насыщенные местоимениями, типа: «А что это такое?» Для корректного ответа некоторые программы могут проанализировать предыдущие фразы пользователя и выбрать подходящий ответ.

Своеобразной мини-проблемой для таких простых ботов являются идентификация форм слова и синонимов.
Также существуют самообучающиеся боты, создаются они с использованием основанных на машинном обучении методов и определённо более эффективны, чем боты первого типа. Самообучающиеся боты бывают двух типов: поисковые и генеративные.
В поисковых ботах используются эвристические методы для выбора ответа из библиотеки предопределенных реплик. Такие чатботы используют текст сообщения и контекст диалога для выбора ответа из предопределенного списка. Контекст включает в себя текущее положение в древе диалога, все предыдущие сообщения и сохраненные ранее переменные (например, имя пользователя). Эвристика для выбора ответа может быть спроектирована по-разному: от условной логики «или-или» до машинных классификаторов.
Генеративные боты могут самостоятельно создавать ответы и не всегда отвечают одним из предопределенных вариантов. Это делает их интеллектуальными, так как такие боты изучают каждое слово в запросе и генерируют ответ.

## Программы — виртуальные собеседники
- Элиза (программа)
- Алиса (голосовой помощник)
- Сяоайс
- Zo
- Tay
- PARRY
- A.L.I.C.E.
- Женя Густман
- SnatchBot
- Character.ai